# Edmund Veesenmayer
Edmund Veesenmayer (n. 12 noiembrie 1904, Bad Kissingen, Regatul Bavariei, Imperiul German – d. 24 decembrie 1977, Darmstadt, RFG) a fost un politician național-socialist, diplomat german, de profesie economist și jurist, criminal de război condamnat de Tribunalul de la Nürnberg. Ajungând la gradul militar de SS-Brigadeführer, a îndeplinit funcții importante în politica celui de-al treilea Reich, inclusiv în genocidul evreilor din Ungaria și Croația. În cadrul activității sale militare și politice, a fost subalternul lui Ernst Kaltenbrunner și Joachim von Ribbentrop și a colaborat cu Adolf Eichmann.
A terminat studiile economice cu titlul de doctor în economie publică, a activat din anul 1932 în cadrul Partidului Național Socialist Muncitoresc German (partidul nazist NSDAP al lui Hitler) și din 1936 a devenit membru cu grad înalt în SS (Schutzstaffel) (SS-Nr. 202 122), a participat activ la Planul Margarethe - ocuparea Ungariei la 19 martie 1944 de către Armata Germană. Veesenmayer a devenit ministrul plenipotențiar al lui Hitler la Budapesta și în această calitate a deținut puteri și însărcinari speciale. El a declarat că, în afară de Wehrmacht, toate puterile administrației de ocupație, în special Gestapo-ul, erau sub ordinele sale. Ungaria lui Horthy s-a aflat în aceasta perioadă sub supravegherea Gestapoului: persoanele suspectate de împotrivire față de Germania nazistă erau arestate. Veesenmayer a arestat numeroși intelectuali maghiari, a făcut presiuni ca evreii unguri să fie deportați rapid în lagărele de exterminare, l-a ajutat ulterior pe Ferenc Szálasi să devină conducătorul Ungariei în locul lui Horthy. În 1945 a fost luat prizonier de Armata Sovietică. În perioada 1947-1949 a fost judecat de Tribunalul militar american de la Nürnberg și condamnat la 20 de ani detenție pentru crime de război, dar în 1951 a fost eliberat după ce a fost amnistiat. Veesenmayer a decedat în 1977 la Darmstadt.